# Count Five
Count Five foi uma banda de garage rock da década de 1960 formada em San José, Califórnia, ficou conhecida pelo seu single Psychotic Reaction que alcançou a 1º posição nas paradas musicais da Record World e da Cashbox e ficou em 5º lugar na Billboard em 1966.
A banda foi fundada em 1964 por John "Mouse" Michalski (guitarra) e Kenn Ellner (harmónica e vocais), dois amigos de escola que já haviam tocado em outras bandas locais. Depois de usar o nome "The Squires" por pouco tempo e trocar de integrantes, nasceu o Count Five. Foram incorporados Roy Chaney (baixo), John "Sean" Byrne (guitarra rítmica e vocais) e Craig "Butch" Atkinson (bateria). Logo no início a banda se distinguia por usar capas do estilo de Conde Drácula nos shows.
"Psychotic Reaction" foi seu principal sucesso, lançada no final de 1966 como um single, a música era influencia de bandas da época como The Standells e Yardbirds. Depois do estouro nas paradas musicais, chegaram a dividir o palco com bandas famosas como Beach Boys, The Byrds, Animals, Gladys Knight e Dave Clark Five, inclusive o The Doors abriu alguns shows para o Count Five antes de fazer sucesso com Light my fire em 1967. Após serem rejeitados por diversas gravadoras musicais, assinaram um contrato com a Double Shot Records de Los Angeles. Mas sem nenhum sucesso comercial além de Psychotic Reaction e com os integrantes tendo interesses diferentes da carreira musical, a banda continuou por mais um ano e depois se separou. Os membros da banda desistiram da música, como todos ainda eram muito jovens (idades entre 17 e 19 anos) procuraram terminar a faculdade e acabaram seguindo diferentes caminhos profissionais.
Em 1969 o Count Five terminou, mas seu legado foi imortalizado em uma crítica de 1972 feita pelo jornalista Lester Bangs, intitulada "Psychotic Reactions and Carburetor Dung". No texto, Bangs credita  o lançamento de diversos álbums pela banda — Carburetor Dung, Cartesian Jetstream, Ancient Lace and Wrought-Iron Railings e  Snowflakes Falling On the International Dateline — que havia mostrado um crescente senso artístico de refinamento. De qualquer forma todos os discos citados existiram somente na imaginação de Lester Bangs.
A banda se reuniu duas vezes na década de 80, primeiro tocaram no reunião de 20 anos da turma da escola primária que frequentavam e um tempo depois em 1987 se apresentaram no clube "One Stop Beyond" em Santa Clara, Califórnia. Esse show foi lançado como "Psychotic Reaction Live".
A música "Psychotic Reaction" pode ser ouvida tocando em uma jukebox na primeira cena do filme Alice in den Städten (1974) de Wim Wenders. Também fez parte da trilha sonora do filme Auto Focus (2002) de Paul Schrader. Foi reconhecida como uma das 500 músicas mais influentes pelo Rock and Roll Hall of Fame.
Craig Atkinson morreu em 13 de outubro de 1998 no Texas, John "Sean" Byrne morreu em 15 de dezembro de 2008 por problemas com diabete e cirrose. Roy Chaney formou uma nova banda nos anos 90 chamada "The Count" (com Byrne e o baterista Rocco Astrella, que já tocou em outras bandas como Joe Perry Project e Wylie Crawford). O The Count lançou seu primeiro álbum, Can't Sleep, em 2002. Em 2006 eles foram um dos primeiros a entrar para o San Jose Rock Hall of Fame.